# Le Vernet, Alpes-de-Haute-Provence
Le Vernet är en kommun i departementet Alpes-de-Haute-Provence i regionen Provence-Alpes-Côte d'Azur i sydöstra Frankrike. Kommunen ligger  i kantonen Seyne som ligger i arrondissementet Digne-les-Bains. År 2022 hade Le Vernet 124 invånare.

## Befolkningsutveckling
Antalet invånare i kommunen Le Vernet
Referens: INSEE